# Отто фон дер Лінде
О́тто фон дер Лі́нде (нім. Otto von der Linde; 13 січня 1892, Регенвальде — 23 травня 1984, Вінгаузен) — німецький офіцер, оберст вермахту. Кавалер ордена Pour le Mérite.

## Біографія
Син судді Рудольфа фон дер Лінде (1853—1930). 18 серпня 1913 року вступив у 5-й гвардійський піший полк. На початку Першої світової війни 24 серпня 1914 року відзначився разом з чотирма солдатами, захопивши без бою бельгійський важкоозброєний форт де Малон біля Намюра. За це досягнення Лінде був нагороджений орденом Pour le Mérite, а його товариші — Залізними хрестами 2-го класу. Надалі ЛІінде бився на Східному фронті, де був важко поранений. 31 березня 1920 року звільнений у відставку.
Лінде навчився керувати сільським господарством. Після одруження з Гізелою фон Ерцен (1898—1960) з 1922 року керував маєтком Доров, який належав його тещі, письменниці Елізабет фон Ерцен (1860—1944).
У 1930-х роках повернувся в армію, служив у 5-му піхотному полку. Станом на 1 серпня 1939 року служив у 1-му батальйоні 92-го піхотного полку. Під час Другої світової війни командував 1-м батальйоном 5-го піхотного полку і 258-м запасним піхотним полком. З 24 лютого 1943 по 5 лютого 1944 року — командир 854-го фортечного гренадерського полку 344-ї піхотної дивізії. У травні 1945 року взятий у полон. 1 жовтня 1945 року звільнений.
У 1945 році був вигнаний з рідної Померанії і оселився в Вальмодені, де був змушений заробляти на життя випадковими заробітками. Після смерті дружини переїхав у Вінгаузен, де прожив решту життя. За цей час він став відомий як мисливський письменник — автор двох книг, в яких описав свій мисливський досвід у Померанії і Канаді.
Лінде був одним з двох останніх (разом з Ернстом Юнгером) живих кавалерів військової версії ордена Pour le Mérite.

## Звання
- Оберлейтенант резерву (10 березня 1920)
- Гауптман резерву (1 квітня 1936; патент від 1 січня 1932)
- Майор резерву (1 лютого 1938)
- Оберстлейтенант резерву (1 квітня 1941; патент від 1 квітня 1942)
- Оберст резерву (1 березня 1943)

## Нагороди
- Залізний хрест 2-го і 1-го класу
- Pour le Mérite з короною
  - орден (18 вересня 1914)
  - корона (1964)
- Орден Військових заслуг Карла Фрідріха, лицарський хрест
- Почесний хрест ветерана війни з мечами
- Медаль «За вислугу років у Вермахті» 4-го класу (4 роки)